# Republikeinse Partijconventie 2008
De Republikeinse Partijconventie 2008 werd gehouden van 1 t/m 4 september 2008 in Saint Paul, Minnesota, in het Xcel Energy Center.
Tijdens deze conventie werd John McCain gekozen als de presidentskandidaat van de Republikeinse Partij, met de gouverneur Sarah Palin als running mate.

## Agenda

### Maandag 1 september
De sprekers van dag 1 waren:
- Laura Bush, first lady van de Verenigde Staten
- Cindy McCain, de vrouw van John McCain

De geplande toesprake van president George W. Bush, vicepresident Dick Cheney en senator Joe Lieberman kwamen te vervallen vanwege orkaan Gustav die de stad New Orleans en de Amerikaanse Golfkust bedreigde. In plaats daarvan zou president Bush zijn speech een dag later via een liveverbinding vanuit het Witte Huis geven. Behalve de president hebben ook de Republikeinse gouverneurs van de vier staten die door Gustav worden bedreigd, afgezegd. Ook zou de gouverneur van Californië, Arnold Schwarzenegger, een toespraak geven, maar dat ging niet door.

### Dinsdag 2 september
De sprekers van dag 2 waren:
- President George W. Bush (via videoverbinding)
- Joseph Lieberman, onafhankelijk senator van Connecticut
- Fred Thompson, voormalig senator van Tennessee
- John Boehner, leider der Republikeinen in het Huis van Afgevaardigden

### Woensdag 3 september
De sprekers van dag 3 waren:
- Sarah Palin, gouverneur van Alaska en de running mate van McCain
- Cindy McCain, de vrouw van John McCain
- Mike Huckabee, voormalige gouverneur van Arkansas en oud-presidentskandidaat
- Mitt Romney, voormalige gouverneur van Massachusetts en oud-presidentskandidaat
- Rudy Giuliani, voormalig burgemeester van New York
- Norm Coleman, senator namens de staat Minnesota
- Mitch McConnell, leider van de Republikeinen in de Senaat
- Linda Lingle, gouverneur van Hawaï
- Bobby Jindal, gouverneur van Louisiana
- Carly Fiorina, voormalig bestuursvoorzitter Hewlett-Packard
- Meg Whitman, bedenker en voormalig CEO eBay
- Abel Maldonado, senator in Californische Senaat
- Kay Bailey Hutchison, senator van Texas
- Mike Pence, Afgevaardigde uit Indiana
- Mick Cornett, burgemeester Oklahoma City

### Donderdag 4 september
- John McCain, senator namens de staat Arizona en de presidentskandidaat van de Republikeinen
- Cindy McCain, de vrouw van John McCain
- Tim Pawlenty, gouverneur van Minnesota
- Tom Ridge, voormalige gouverneur van Pennsylvania
- Sam Brownback, senator namens de staat Kansas en oud-presidentskandidaat
- Bill Frist, voormalige senator van Tennessee en de voormalige leider van de Republikeinen in de Senaat
- Mel Martinez, senator namens de staat Florida
- John Ensign, senator namens de staat Nevada
- Lindsey Graham, senator namens de staat South Carolina
- Charlie Crist, gouverneur van Florida
- Mary Fallin, afgevaardigde uit Oklahoma
- Michael Williams, voorzitter van de Texas Spoorwegcommissie
- Carol Mutter, luitenant-generaal ter zee (b.d.)

## Fotogalerij

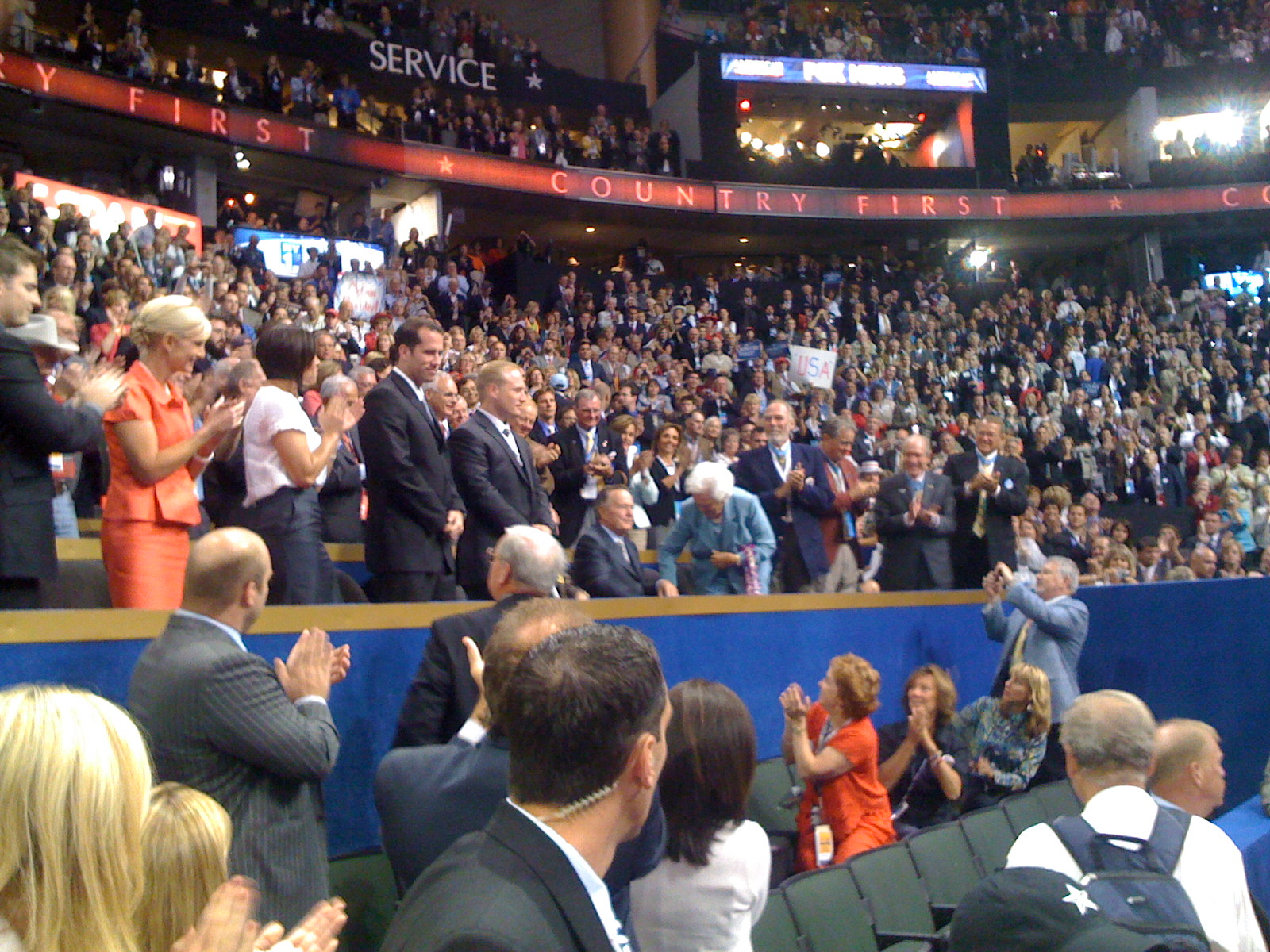
Leden van de families McCain en Bush op 2 september
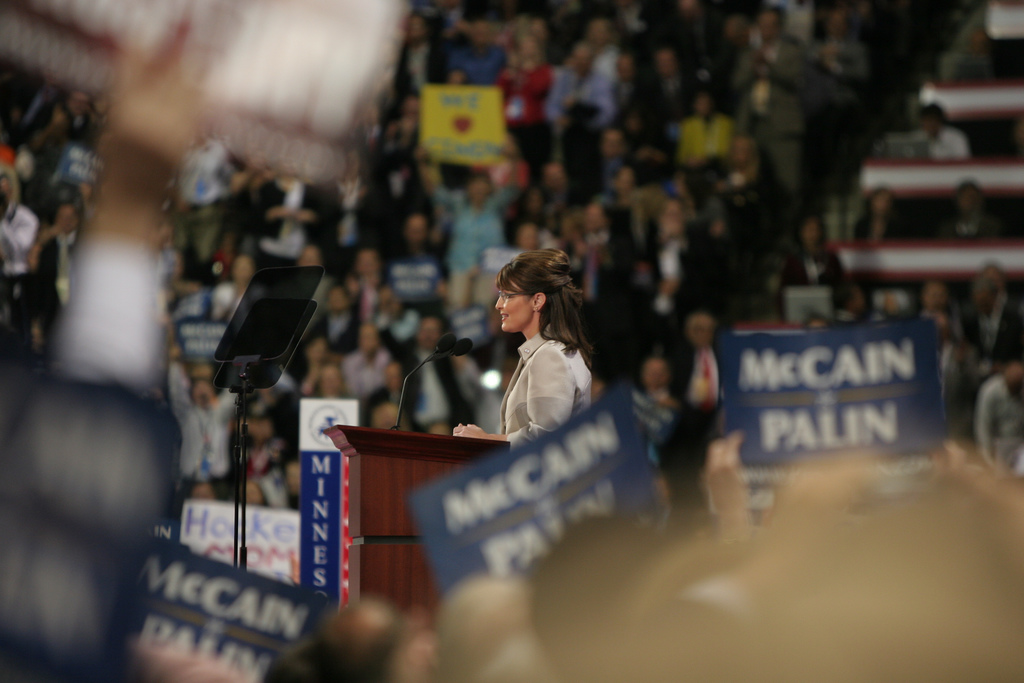
De toespraak van Sarah Palin op 3 september
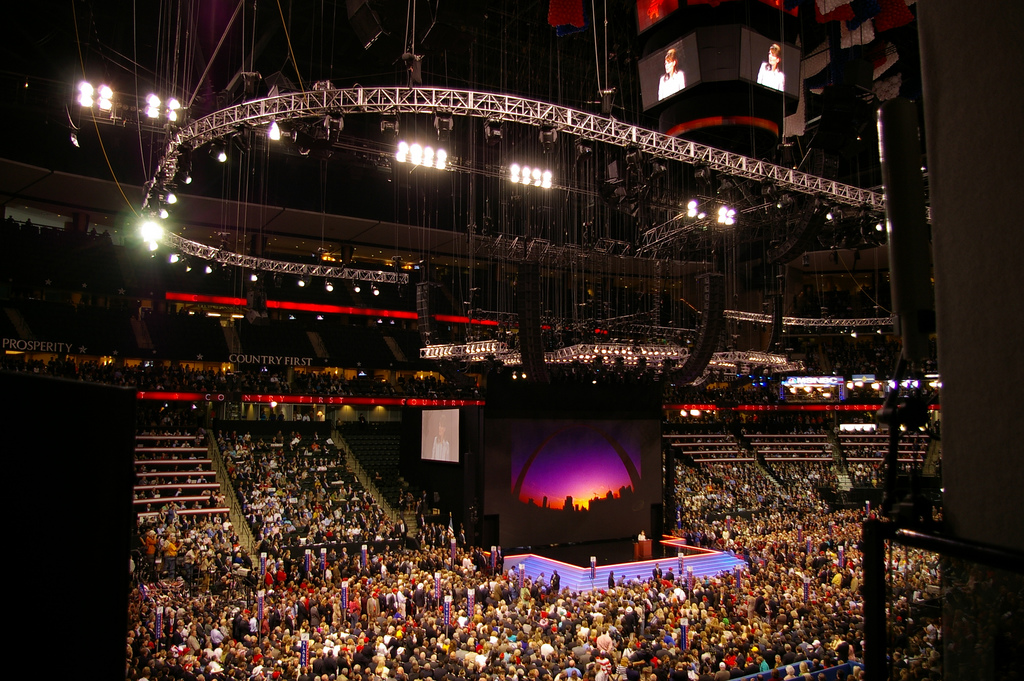
Sarah Palin geeft haar toespraak in het Xcel Energy Center
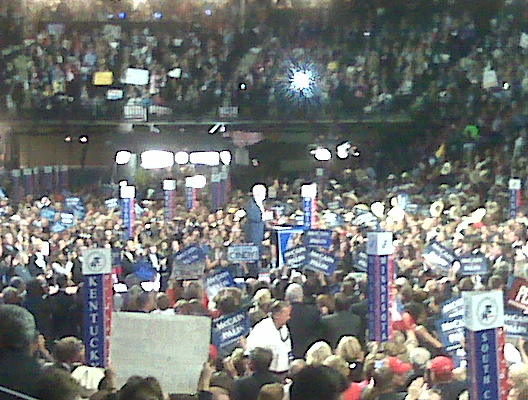
De toespraak van John McCain op 4 september
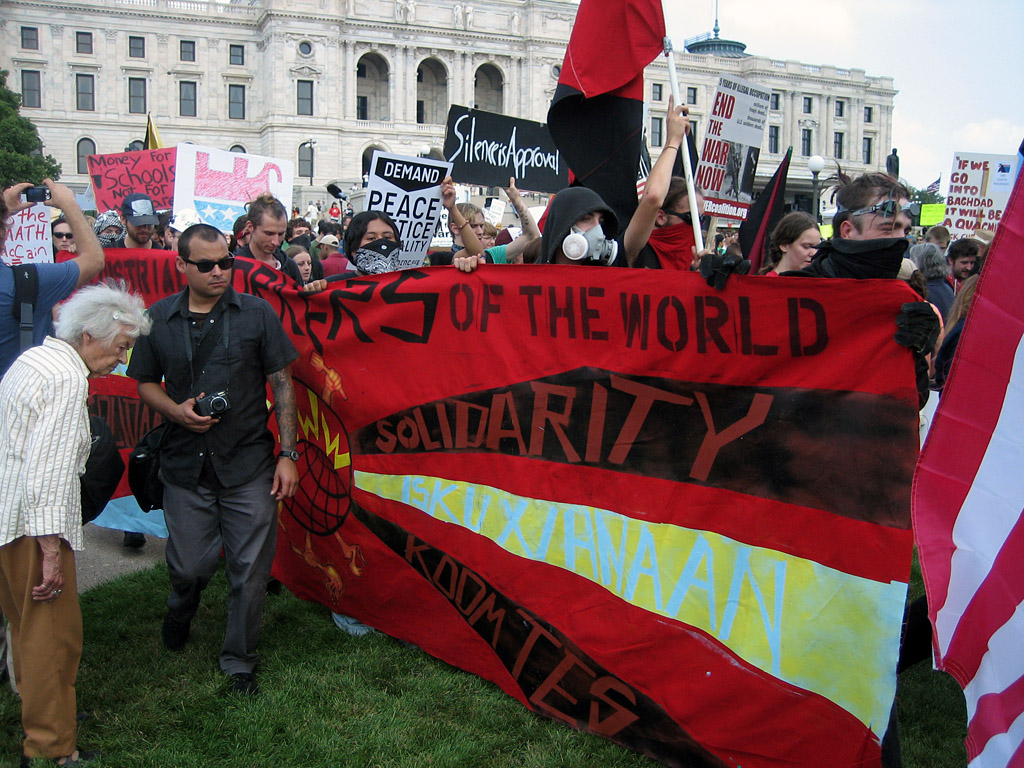
Een demonstratie tegen de Irakoorlog in het centrum van Saint Paul op 1 september
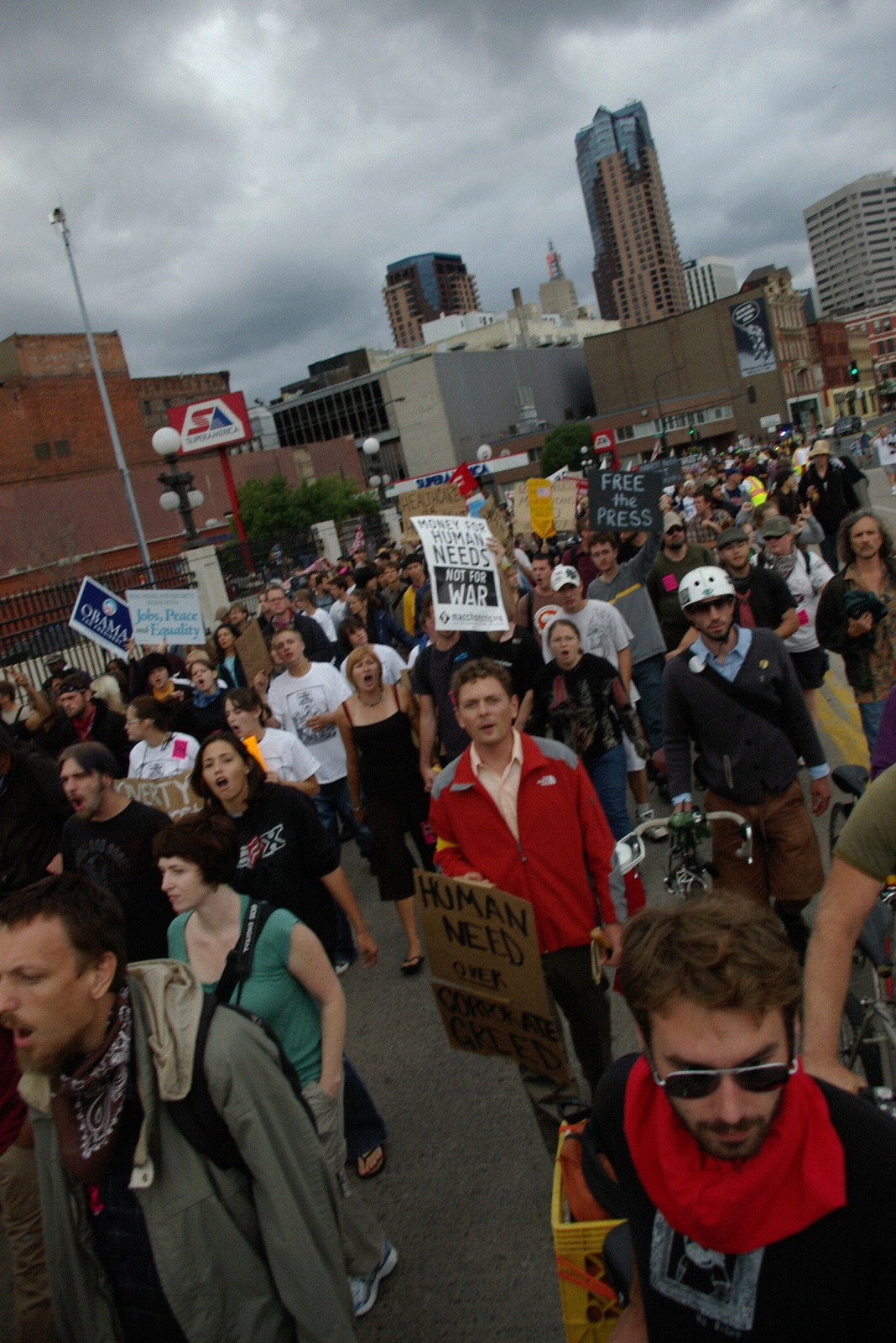
Een demonstratie tegen armoede op 2 september
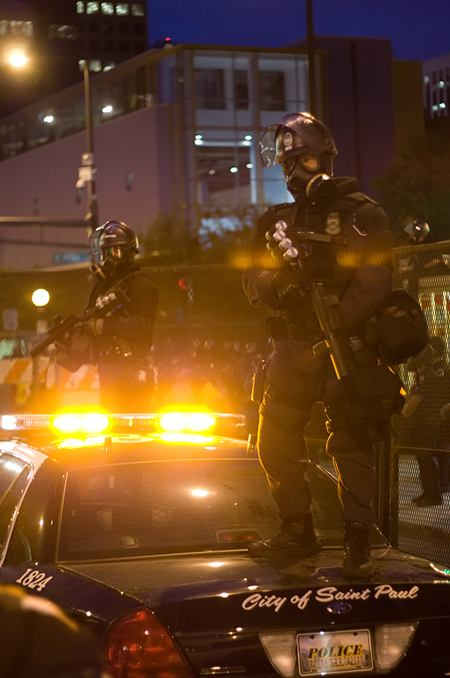
Politie staat paraat in het centrum van Saint Paul op 2 september